# 네마냐 비디치
네마냐 비디치(세르비아어: Немања Видић, Nemanja Vidić, 1981년 10월 21일, 유고슬라비아 티토보우지체 ~ )는 세르비아의 전 축구 선수이다. 그는 2006년 FIFA 월드컵 본선에선 세르비아 몬테네그로 축구 국가대표팀으로 출전했으며, 월드컵 폐막후 세르비아와 몬테네그로 국가대표팀으로 분리되면서 세르비아 축구 국가대표팀 선수가 되었다.

## 유년기
네마냐 비디치는 저소득층 가정에서 태어났다. 그의 아버지 드라골류브(Dragoljub) 비디치는 구리 공장 노동자였다. 그의 어머니 조라(Zora)는 은행 계원이었다. 네마냐 비디치는 7살 때부터 축구를 시작했다. 근처의 유소년 클럽인 예딘스트보 우지체에서 그의 형 두샨(Dušan)을 쫓아 축구를 시작한 것이었다. 그는 빠르게 실력이 향상되어, 12살 때 슬로보다 우지체 팀으로 이적하였다.

## 선수 경력

### 클럽 경력

#### FK 츠르베나 즈베즈다
2년 반 뒤, 당시 막 15살이 되던 네마냐 비디치는 츠르베나 즈베즈다의 유소년 팀과 계약하였다. 뒤이어 2000년에 비디치는 성인 축구 선수 생활을 스파르타크 수보티차에서 시작했다. 스파르타크 수보티차에는 한 시즌 임대되었던 것이다. 임대 기간이 끝난 후 비디치는 츠르베나 즈베즈다로 돌아왔다. 세르비아 수페르리가에서 뛰었으며, 츠르베나 즈베즈다 일원으로서 2001-02 시즌 유고슬라브 컵을 획득하였다. 비디치는 꽤 빠르게 주장 완장을 찼다. 3년의 주장 생활 동안 67 경기에서 12점을 득점하였다. 츠르베나 즈베즈다는 2004년 세르비아 수페르리가와 세르비아 몬테네그로 컵우승을 차지하였다. 팀을 지역 "더블"로 이끈 후, 한창 전성기 때, 비디치는 츠르베나 즈베즈다에서의 생활을 마감하였다. 2004년 7월 비디치는 러시아 프리미어리그의 스파르타크 모스크바에 합류하였다.

#### 맨체스터 유나이티드 FC
비디치는 스파르타크 모스크바에서 한 시즌을 뛰고 나서, 2006년 1월 5일 맨체스터 유나이티드와 계약하였다. 계약금은 약 7백만£라고 알려졌다. 맨체스터 유나이티드가 그에게 눈독을 들이고 있다는 보도가 나간 지 2년 반만의 일이었다. 그는 등번호 15번을 받았다. 맨체스터 유나이티드에서의 데뷔전은 2006년 1월 25일 블랙번 로버스와의 칼링 컵 준결승 2차전이었다. 이 경기에서 맨체스터 유나이티드가 2-1로 이기고 있던 후반 막판 뤼트 판 니스텔로이와 교체되어 출전하였다. 비디치는 곧 주전 멤버 자리를 꿰찼다.
2006-07 시즌 동안, 비디치는 리오 퍼디낸드와 협력하여 맨체스터 유나이티드의 센터백 라인을 구축하였다. 맨체스터 유나이티드에서의 첫 골은 2006년 10월 14일 위건 애슬레틱과의 경기였으며 여기에서 맨유는 3-1로 이겼다. 두 번째 골은 11월 4일 포츠머스 FC와의 경기였다. 팀은 그 날 3-0으로 이겼는데, 이 골은 비디치가 올드 트래퍼드에서 기록한 첫 골이었다. 12월 6일 SL 벤피카와의 본선 경기에서 맨체스터 유나이티드 소속으로 UEFA 챔피언스리그에서 넣는 첫 골을 기록했다. 이 경기에서 맨체스터 유나이티드는 3-1로 역전승했다.
2007년 3월 31일 블랙번 로버스와의 경기에서 비디치는 빗장뼈 부상을 당했다. 1달 동안 경기에 출전하지 못했다. 5월 2일 산 시로(스타디오 주세페 메아차)에서 열린 AC 밀란과의 경기에서 부상에서 회복된 모습을 보여주었다. 이 경기에서 맨체스터 유나이티드는 3-0으로 패배하였으며, 득점 합계 5-3을 기록하며 AC 밀란에 의해 탈락했다. 뿐만 아니라, 3일 뒤 시티 오브 맨체스터 스타디움에서 열린 맨체스터 시티와의 경기에서도 좋은 수비를 보여줬다. 이 경기에서 맨체스터 유나이티드는 1-0으로 이겼다. 이 경기 직후 첼시가 아스널과 비겨버리자, 맨체스터 유나이티드는 프리미어리그 시즌 우승을 거머쥐었다.
네마냐 비디치는 프리미어리그 제일이자 유럽 제일의 수비수로 꼽힌다. 그의 별명은 비다(바이다)인데, 맨유 동료들이 지어준 것이다. 비디치는 매우 용감하며, 신체 조건이 좋고, 공수 양면에 있어서나 셋 피스 상황에서나 헤딩 능력이 좋은 것으로 평가 받고 있다. 이 때문에 맨체스터 열혈팬들의 열화같은 지지를 얻고 있다. 그는 종종 맨체스터 유나이티드에서 뛰었던 수비수인 스티브 브루스와 비교되기도 한다.
비디치는 2005년 올해의 세르비아 해외 선수상을 수상하였다. 스파르타크 모스크바에서 뛴 공로를 인정받은 것이었다. (세르비아 수페르리가의 16개 클럽 팀 주장의 투표로써 수상이 결정된 것이었다. 이 상은 일간지 베체르녜 노보스티가 매년 시상한다.) 2007년에는 맨체스터 유나이티드의 7명 동료들과 함께 프리미어리그 2006-07 PFA 올해의 팀 상을 수상하였다. 2007년 8월 31일 UEFA 유럽 클럽 올해의 수비수 상을 수상하였다.
2007-08 시즌에는 비디치와 퍼디난드의 두 센터백 콤비는 팀웍면에서나 수비 조직력에서나 극강의 모습을 보여 주었다. 초반 맨체스터 유나이티드가 안 좋은 행보로 리그를 출발했으나 곧 다시 선두권으로 올라선 이유는 바로 수비라고 할 수 있다. 강력한 수비력을 바탕으로 맨유는 프리미어리그와 챔피언스리그에서 최고의 모습을 보여주었고 리그 2연패와 챔피언스리그 우승을 들어올릴 수 있었던 것은 탄탄한 수비 조직력에 그 해답을 찾을 수 있다. 실제로도 2007-08 시즌 모든 경기에서 2실점을 초과한 실점을 내 준 경기는 단 한 경기도 없다.
2009-10 시즌에는 부상으로 인한 후유증으로 인해 잦은 실수로 보여주여주였으나, 3월 21일 리버풀과의 홈경기에서 페르난도 토레스를 상대로 안정적인 수비력을 보여주었으며, 다시 예전의 경기력을 회복하였다.
2007년 11월 8일, 비디치는 맨체스터 유나이티드와의 계약을 2년 더 연장하기로 하였으며, 그 결과 그는 2010년까지 맨유에서 뛰게 되었다.
2010년 8월 21일에 맨체스터 유타이티드와 4년 재계약을 체결하였다.
그는 2010-2011 시즌부터 부상이 잦은 게리 네빌을 대신하여 주장으로 임명이 되었고 더욱 더 성숙되고 안정된 경기력을 보여주며 팀의 우승에 크게 공헌 하였다.
그러나 2011-2012 시즌에는 개막전에서 장단지 부상을 당해 한동안 경기에 나오지 못하다, 오텔룰 칼라치와의 UEFA 챔피언스리그 1차전에서 복귀하였다. 하지만 부상 후유증 탓인지 들쭉날쭉한 플레이를 펼쳤고, 이 경기에서 레드카드를 받아 다음 두경기에 나오지 못하게 된다. 리그에서는 에버튼 FC전에서 선발로 복귀하였고 선더랜드와 스완지 시티, 뉴캐슬, 아스톤 빌라와의 경기에 연이어 선발로 출전하였다. FC 바젤과의 챔피언스리그 마지막 경기에서 복귀하였으나, 전반 중반에 바젤의 공경수 마르코 스트렐러와의 충돌로 다시 무릎부상을 당하였고, 결국 그는 시즌아웃 판정을 받았다.
그는 2010-11 시즌의 활약상으로 2012년에 선정한 피파 월드베스트 11에 팀 동료인 웨인 루니와 함께 이름을 올렸다.
이번 시즌을 끝으로 인터 밀란으로 떠나는 비디치는 5월 7일 (한국시각) 새벽에 열린 헐 시티와의 마지막 홈 경기에 출전하여 고별 경기를 치렀다.

#### 인테르나치오날레
2014년 2월 6일 비디치는 인테르나치오날레 밀라노와 2년 계약을 맺었다 계약 시작은 2014년 여름 부터이다. 3월 5일에 인테르나치오날레는 구단 공식 홈페이지를 통하여 비디치의 이적을 알렸다. 계약 기간과 연봉은 발표되지 않았으나, 언론들은 연봉 3백만 유로(옵션 포함 최대 350만)에 2년 계약을 체결했다고 추정하고 있다. 그러나 주전 경쟁에 밀려 올 겨울 이적시장에 전팀인 맨체스터 유나이티드로 복귀설이 나오고 있다. 2016년 1월 19일 상호 합의 하에 계약해지 되었다.

인테르와 계약 해지한 비디치는 결국 부상을 극복하지 못하고, 1월 30일에 현역 은퇴를 선언하였다.

## 그 외
은퇴 이후, 3월 24일에 맨유 엠버서더로 임명되어 이번에 있을 맨유의 프리시즌에 동행하게 되었다.

### 국가대표 경력
유고슬라비아 유소년 대표로 뛰고 나서, 그는 2002년 10월 12일에 성인 국가 대표팀에 데뷔하였다. UEFA 유로 2004 예선의 이탈리아와의 경기였다. 비디치는 세르비아 몬테네그로 국가대표팀의 "유명한 4인방" 수비진의 한 명이었다. 4명의 수비진에는 믈라덴 크르스타이치, 이비차 드라구티노비치 및 고란 가브란치치 등의 선수가 포함되었다. "유명한 4인방" 수비진은 2006년 FIFA 월드컵 예선에서 10 경기 중 단 한 골만 내주었다. 예선전에서 뛴 팀 중 가장 훌륭한 기록이었다. 비디치는 예선 마지막 경기인 보스니아 헤르체고비나와의 경기에서 중요한 역할을 하였다. 비디치가 경기 종료 5분을 남겨두고 퇴장 카드를 받아 퇴장하기는 했지만, 세르비아 몬테네그로가 1-0으로 이 경기를 이겨 예선을 통과하였다. 네덜란드와의 경기에서는 그 레드 카드 때문에 뛰지를 못했다. 2006년 6월 12일 훈련 중 왼쪽 무릎 인대를 다쳐 2006년 FIFA 월드컵에서는 한 게임도 뛰지를 못했다. 2006년 FIFA 월드컵 이후, 계속 비디치는 국가 대표로 활약하고 있다. 현재 국가대표팀은 세르비아 축구 국가대표팀으로 분리된 상태이다. 그는 2011년 10월 12일에 있었던 슬로베니아 축구 국가대표팀과의 UEFA 유로 2012 예선경기에서 자신이 찬 페널티킥을 실축하여 세르비아 축구 국가대표팀의 플레이오프 진출이 좌절되자, 데얀 스탄코비치와 함께 국가대표팀을 은퇴했다.

## 개인사
2006년 7월 15일 비디치는 여자친구인 아나 이바노비치(Ana Ivanović)와 결혼하였다. 그녀는 베오그라드 대학의 경제학 전공 학생이었다. 영국 살포드에서 살고 있으며, 슬하에 아들 루카 비디치(Luka)가 있다.

## 수상 경력

### 팀
FK 츠르베나 즈베즈다
- 2002 유고슬라비아 컵
- 2004 세르비아 수페르리가
- 2004 세르비아 몬테네그로 컵

맨체스터 유나이티드
- 풋볼 리그 컵 3회 우승 : 2005-06, 2008-09, 2009-10
- 프리미어리그 5회 우승 : 2006-07, 2007-08, 2008-09, 2010-2011, 2012-13
- FA 커뮤니티 실드 5회 우승 : 2007, 2008, 2010, 2011,2013
- UEFA 챔피언스리그 1회 우승 : 2007-08
- FIFA 클럽 월드컵 1회 우승 : 2008

### 개인
- FIFPro 월드 XI : 2009, 2011
- 세르비아 해외 선수상 : 2005, 2007, 2008, 2010
- 세르비아 올해의 선수 : 2005, 2008
- PFA 올해의 팀 : 2006/07, 2007/08, 2008/2009, 2010/2011
- 프리미어리그 이달의 선수: 2009년 1월
- 프리미어리그 사무국 선정 올해의 선수 : 2008/09, 2010/11
- 프리미어리그 20주년 팬 선정 베스트팀 : (1992/93 - 2011/12)
- ESM 올해의 팀 : 2006/07, 2008/09, 2010/11
- 맷 버스비 맨유 올해의 선수 : 2008/09
- 즈베즈다 최우수 운동선수 : 2002